# Gudusia
Gudusia es un género de peces de la familia Clupeidae, del orden Clupeiformes. Este género marino fue descrito por primera vez en 1911 por Henry Weed Fowler.

## Especies
Especies reconocidas del género:
- Gudusia chapra (F. Hamilton, 1822)
- Gudusia variegata (F. Day, 1870)